# Diocesi di Knoxville
La diocesi di Knoxville (in latino Dioecesis Knoxvillensis) è una sede della Chiesa cattolica negli Stati Uniti d'America suffraganea dell'arcidiocesi di Louisville. Nel 2023 contava 71.208 battezzati su 2.538.487 abitanti. È retta dal vescovo James Mark Beckman.

## Territorio

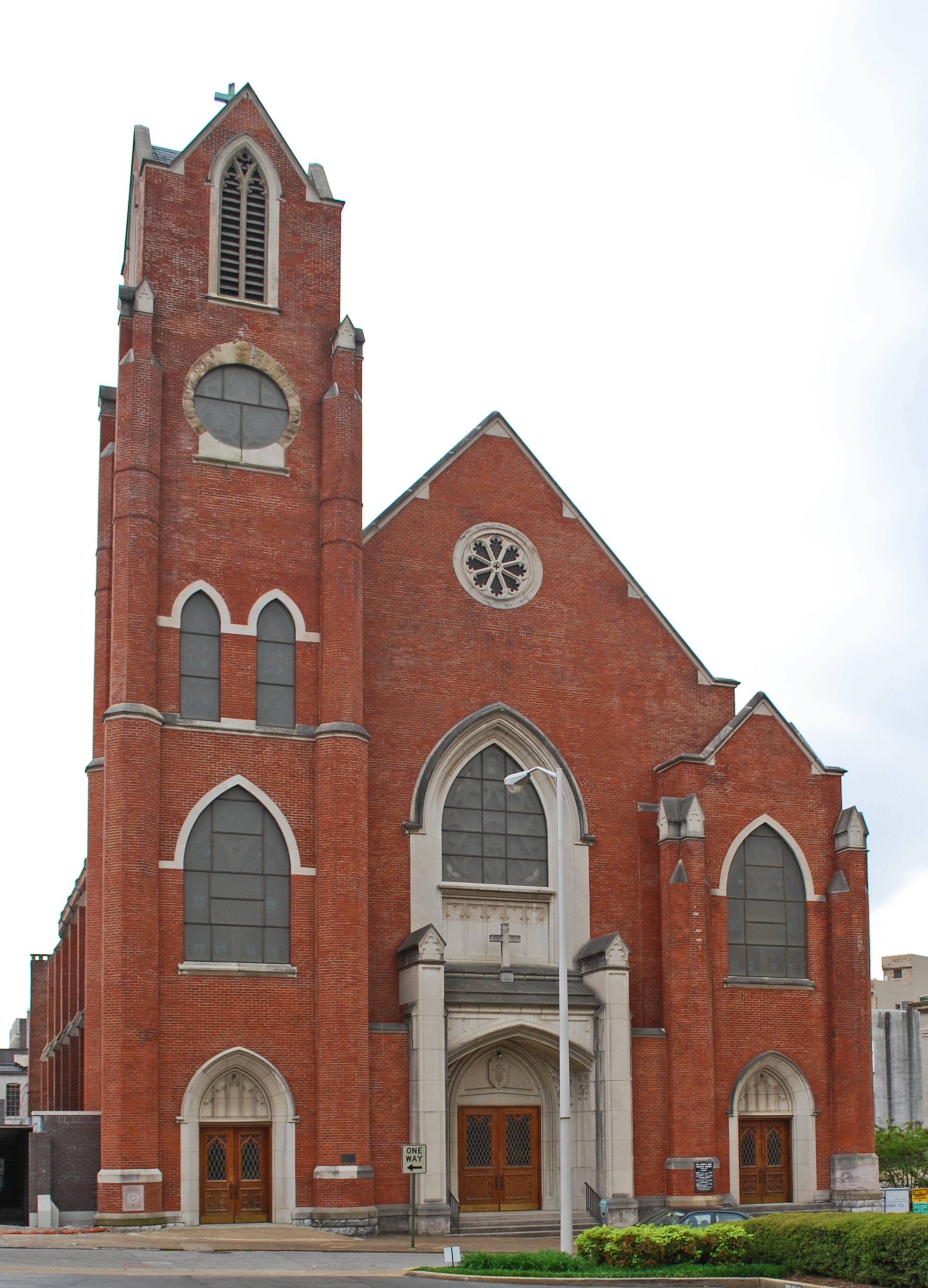
La basilica minore dei Santi Pietro e Paolo a Chattanooga.

La diocesi comprende le seguenti contee nella parte più orientale del Tennessee, negli Stati Uniti d'America: Anderson, Bledsoe, Blount, Bradley, Campbell, Carter, Claiborne, Cocke, Cumberland, Fentress, Grainger, Greene, Hamblen, Hamilton, Hancock, Hawkins, Jefferson, Johnson, Knox, Meigs, Pickett, Unicoi e Union.
Sede vescovile è la città di Knoxville, dove si trova la cattedrale del Sacro Cuore di Gesù (Cathedral of the Sacred Heart of Jesus). A Chattanooga sorge la basilica minore dei Santi Pietro e Paolo.
Il territorio si estende su 36.872 km² ed è suddiviso in 50 parrocchie.

## Storia
La diocesi è stata eretta il 27 marzo 1988 con la bolla Antiquitus sane di papa Giovanni Paolo II, ricavandone il territorio dalla diocesi di Nashville.

## Cronotassi dei vescovi
Si omettono i periodi di sede vacante non superiori ai 2 anni o non storicamente accertati.
- Anthony Joseph O'Connell † (27 maggio 1988 - 12 novembre 1998 nominato vescovo di Palm Beach)
- Joseph Edward Kurtz (26 ottobre 1999 - 12 giugno 2007 nominato arcivescovo di Louisville)
- Richard Frank Stika (12 gennaio 2009 - 27 giugno 2023 dimesso)[1]
- James Mark Beckman, dal 7 maggio 2024

## Statistiche
La diocesi nel 2023 su una popolazione di 2.538.487 persone contava 71.208 battezzati, corrispondenti al 2,8% del totale.
| anno | popolazione | popolazione | popolazione | presbiteri | presbiteri | presbiteri | presbiteri                | diaconi | religiosi | religiosi | parrocchie |
| anno | battezzati  | totale      | %           | numero     | secolari   | regolari   | battezzati per presbitero | diaconi | uomini    | donne     | parrocchie |
| ---- | ----------- | ----------- | ----------- | ---------- | ---------- | ---------- | ------------------------- | ------- | --------- | --------- | ---------- |
| 1990 | 32.564      | 1.914.544   | 1,7         | 46         | 34         | 12         | 707                       | 21      | 28        | 45        | 37         |
| 1999 | 43.765      | 2.012.885   | 2,2         | 63         | 45         | 18         | 694                       | 24      | 15        | 51        | 43         |
| 2000 | 45.444      | 2.028.047   | 2,2         | 72         | 55         | 17         | 631                       | 23      | 35        | 43        | 39         |
| 2001 | 47.232      | 2.028.047   | 2,3         | 70         | 53         | 17         | 674                       | 20      | 30        | 40        | 39         |
| 2002 | 48.347      | 2.141.075   | 2,3         | 74         | 56         | 18         | 653                       | 23      | 32        | 31        | 39         |
| 2003 | 47.057      | 2.141.075   | 2,2         | 74         | 59         | 15         | 635                       | 23      | 28        | 33        | 41         |
| 2004 | 50.411      | 2.175.795   | 2,3         | 73         | 56         | 17         | 690                       | 23      | 29        | 35        | 42         |
| 2005 | 52.836      | 2.193.608   | 2,4         | 73         | 57         | 16         | 723                       | 24      | 26        | 33        | 42         |
| 2006 | 53.860      | 2.214.000   | 2,4         | 73         | 56         | 17         | 737                       | 24      | 29        | 33        | 42         |
| 2007 | 56.068      | 2.236.573   | 2,5         | 70         | 56         | 14         | 800                       | 25      | 24        | 29        | 43         |
| 2008 | 58.444      | 2.265.548   | 2,6         | 70         | 57         | 13         | 834                       | 54      | 24        | 25        | 44         |
| 2009 | 59.449      | 2.307.767   | 2,6         | 72         | 58         | 14         | 825                       | 54      | 25        | 25        | 44         |
| 2010 | 60.219      | 2.330.795   | 2,6         | 68         | 56         | 12         | 885                       | 56      | 22        | 27        | 47         |
| 2011 | 63.170      | 2.350.312   | 2,7         | 72         | 59         | 13         | 877                       | 57      | 22        | 34        | 47         |
| 2012 | 63.600      | 2.364.692   | 2,7         | 70         | 58         | 12         | 908                       | 57      | 23        | 40        | 47         |
| 2013 | 64.100      | 2.381.842   | 2,7         | 75         | 58         | 17         | 854                       | 57      | 28        | 37        | 47         |
| 2015 | 67.227      | 2.403.160   | 2,8         | 81         | 64         | 17         | 829                       | 55      | 26        | 46        | 49         |
| 2016 | 69.053      | 2.416.211   | 2,9         | 83         | 68         | 15         | 831                       | 52      | 24        | 49        | 49         |
| 2017 | 71.934      | 2.426.545   | 3,0         | 83         | 68         | 15         | 866                       | 76      | 24        | 53        | 49         |
| 2018 | 72.905      | 2.441.414   | 3,0         | 80         | 65         | 15         | 911                       | 74      | 25        | 49        | 49         |
| 2019 | 73.420      | 2.458.717   | 3,0         | 79         | 63         | 16         | 929                       | 75      | 25        | 49        | 50         |
| 2021 | 67.783      | 2.494.098   | 2,7         | 77         | 60         | 17         | 880                       | 76      | 28        | 41        | 50         |
| 2023 | 71.208      | 2.538.487   | 2,8         | 77         | 59         | 18         | 924                       | 95      | 29        | 43        | 50         |